# Valdemar Lorentzen
Valdemar Edvard Simon Lorentzen (16. februar 1880 i København – 6. september 1951 i København) var en dansk atlet medlem af AIK 95.
Lorentzen deltog i maratonløbet ved de Olympiske mellemlege 1906 i Athen men kom aldrig i mål.